# 秋葉陽一
秋葉 陽一（あきば よういち、1983年11月23日 - ）は、埼玉県所沢市出身の元プロサッカー選手、現サッカー代理人（エージェント）。

## 来歴
浦和レッズユースから筑波大学に進学し、2005年にユニバーシアード日本代表としてユニバーシアード・イズミル大会に優勝した。
2006年に横浜FCに加入。2007年シーズン終了後に一度引退を表明したが、大学時代の恩師でもある水戸ホーリーホックの木山隆之監督の誘いを受けて現役に復帰、既に進学を決めていた筑波大学大学院に通学しながら水戸でプレーした。2008年シーズン終了後に再び引退を表明した。
2010年秋に日本サッカー協会認定選手エージェント試験に合格し、サッカー代理人として活動を行う。元Jリーグ選手で同試験に合格したのは秋葉が最初。

## 所属クラブ
- 狭山ヶ丘サッカークラブ[1]
- 読売日本SCジュニアユース[1]
- 1999年 - 2001年 浦和レッドダイヤモンズユース[6]
- 2002年 - 2005年 筑波大学[7]
- 2006年 - 2007年 横浜FC
- 2008年 水戸ホーリーホック

## 個人成績
| 国内大会個人成績 | 国内大会個人成績 | 国内大会個人成績 | 国内大会個人成績 | 国内大会個人成績 | 国内大会個人成績 | 国内大会個人成績 | 国内大会個人成績 | 国内大会個人成績 | 国内大会個人成績 | 国内大会個人成績 | 国内大会個人成績 |
| 年度             | クラブ           | 背番号           | リーグ           | リーグ戦         | リーグ戦         | リーグ杯         | リーグ杯         | オープン杯       | オープン杯       | 期間通算         | 期間通算         |
| 年度             | クラブ           | 背番号           | リーグ           | 出場             | 得点             | 出場             | 得点             | 出場             | 得点             | 出場             | 得点             |
| 日本             | 日本             | 日本             | 日本             | リーグ戦         | リーグ戦         | リーグ杯         | リーグ杯         | 天皇杯           | 天皇杯           | 期間通算         | 期間通算         |
| ---------------- | ---------------- | ---------------- | ---------------- | ---------------- | ---------------- | ---------------- | ---------------- | ---------------- | ---------------- | ---------------- | ---------------- |
| 2005             | 筑波大           | 5                | -                | -                | -                | -                | -                | 2                | 0                | 2                | 0                |
| 2006             | 横浜FC           | 24               | J2               | 4                | 0                | -                | -                | 0                | 0                | 4                | 0                |
| 2007             | 横浜FC           | 22               | J1               | 2                | 0                | 3                | 0                | 0                | 0                | 5                | 0                |
| 2008             | 水戸             | 14               | J2               | 3                | 0                | -                | -                | 0                | 0                | 3                | 0                |
| 通算             | 日本             | 日本             | J1               | 2                | 0                | 3                | 0                | 0                | 0                | 5                | 0                |
| 通算             | 日本             | 日本             | J2               | 7                | 0                | -                | -                | 0                | 0                | 7                | 0                |
| 通算             | 日本             | 日本             | 他               | -                | -                | -                | -                | 2                | 0                | 2                | 0                |
| 総通算           | 総通算           | 総通算           | 総通算           | 9                | 0                | 3                | 0                | 2                | 0                | 14               | 0                |

## 代表歴
- ユニバーシアード日本代表
  - 2005年 第23回夏季ユニバーシアード
  - 2005年 第4回東アジア競技大会[8]